# Сант'Елеро (Фиренца)
Сант'Елеро је насеље у Италији у округу Фиренца, региону Тоскана.
Према процени из 2011. у насељу је живело 137 становника. Насеље се налази на надморској висини од 117 м.